# Trasmissione analogica

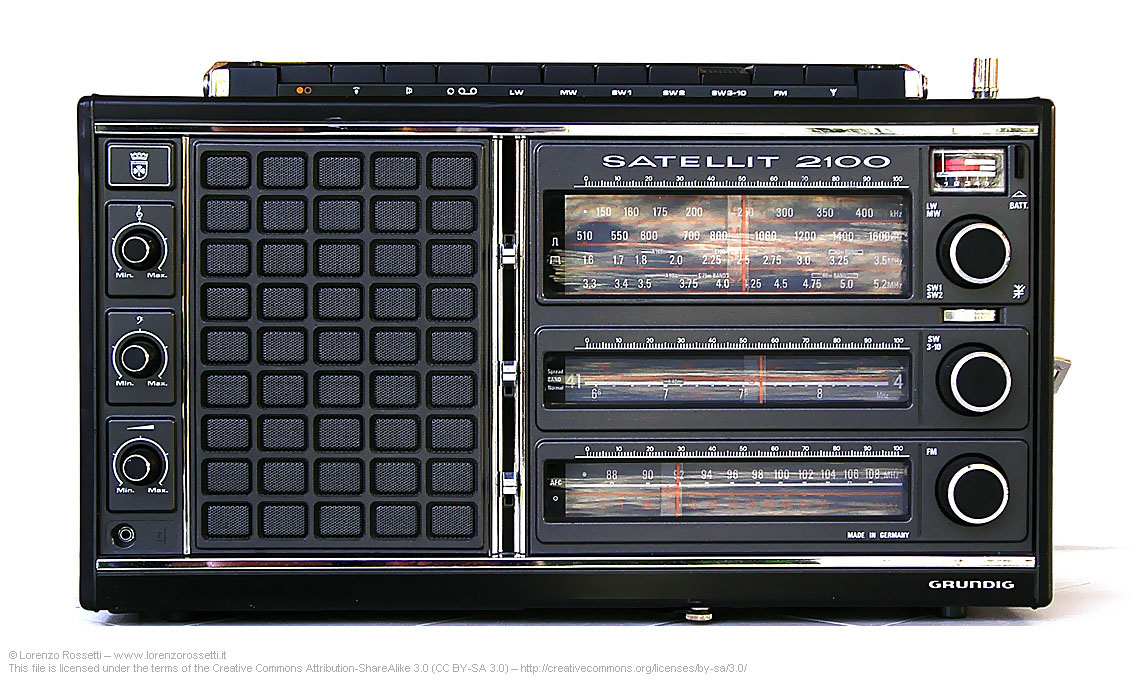
Ricevitore a conversione supereterodina (fine anni '70)

Nelle telecomunicazioni, la trasmissione analogica è  un tipo di trasmissione in cui l'informazione da trasmettere sotto forma di segnali sul canale di comunicazione dal mittente al/ai destinatario/i rimane costantemente in forma analogica a partire dalla sorgente analogica. Si contrappone alla trasmissione digitale dove l'informazione è convertita e trattata in maniera digitale prima e dopo la trasmissione sul canale analogico. Una trasmissione analogica può essere implementata su qualunque tipo di mezzo trasmissivo ovvero sia in comunicazioni cablate (comunicazioni elettriche e comunicazioni ottiche) sia su comunicazioni radio.

## Caratteristiche

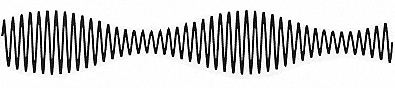
Modulazione di ampiezza AM

Modulazione di frequenza FM

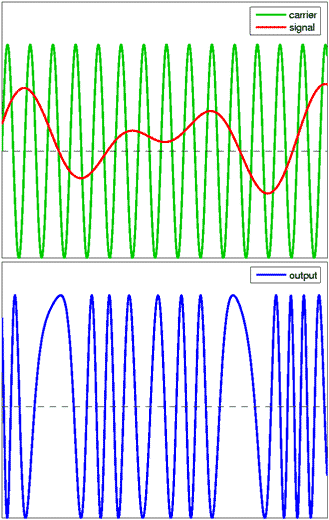
Modulazione di fase

In generale una trasmissione analogica può essere:
- in banda base;
- in banda traslata;

Essa fa generalmente uso di: 
- amplificatori per innalzare la potenza del segnale e superare l'attenuazione sul canale.
- filtri per eliminare componenti indesiderate di rumore introdotte dal canale e dagli apparati elettronici di ricetrasmissione.
- moltiplicatori
- equalizzatori per eliminare o attenuare problemi di distorsione introdotti dal canale analogico e che generebbero errori di trasmissione.
- tecniche di modulazione/demodulazione analogica per adattare il segnale informativo alla banda di trasmissione del canale ed imprimere l'informazione su una portante (es. AM, FM, PM).
- convertitori di frequenza.
- multiplatori/demultiplatori per eventuali funzioni di multiplazione/demultiplazione su più segnali in uscita dal trasmettitore in ingresso al canale.

La potenza in trasmissione può essere opportunamente dimensionata attraverso il bilancio di collegamento.
Apparati classici di ricezione sono il ricevitore omodina, eterodina e supereterodina.

### Parametri prestazionali
Una trasmissione analogica è caratterizzata da una fedeltà del segnale ricevuto rispetto a quello originariamente trasmesso in virtù della presenza o meno di distorsione da parte del canale di comunicazione e/o per effetto di rumore e interferenza aggiuntiva. Altro parametro prestazionale è l'efficienza spettrale.

## Diffusione
La trasmissione analogica ha rappresentato la prima tipologia di trasmissione nell'ambito delle moderne telecomunicazioni diffusasi in ogni campo dei servizi di trasferimenti dati dalla telefonia, alla radio, alla televisione fino ai primi collegamenti alla rete Internet essendo la realtà fisica stessa tipicamente analogica a livello macroscopico. Tutte le moderne tecnologie di telecomunicazioni stanno ora migrando verso le più moderne ed efficienti trasmissioni digitali.